# Буштрање (Прешево)
Буштрање (алб. Bushtran) је насеље у Србији у општини Прешево у Пчињском округу. Према попису из 2022. било је 687 становника.
Буштрање се налази у подножју Рујна, у долини Големе реке, коју у околним селима називају и Буштрањска река.
Село је веома старо. У његовом атару постоје локалитети: Кале, Градиште, Блаван, Селиште и стара гробља.
Махале села Буштрање су следећа: Суројска мала, Топонајска мала и Горња мала.
У Буштрање се после 1920. године доселило више српских родова: Диминци, Транџици и др.
У Буштрању је почетком XX столећа било 20 српских домова.
Топоним Буштрење је постао од имена Буштран. У околини Врања из пописа војника с краја XV века века насеље се помиње под називом Буштрани и Буштран.

## Демографија
У насељу Буштрање живи 535 пунолетних становника, а просечна старост становништва износи 31,3 година (29,6 код мушкараца и 32,9 код жена). У насељу има 201 домаћинство, а просечан број чланова по домаћинству је 4,34.
Ово насеље је углавном насељено Албанцима (према попису из 2002. године), а у последња три пописа, примећен је пад у броју становника.
|  |

| Демографија | Демографија | Демографија |
| Година      | Становника  | Становника  |
| ----------- | ----------- | ----------- |
| 1948.       | 804         |             |
| 1953.       | 853         |             |
| 1961.       | 899         |             |
| 1971.       | 1.022       |             |
| 1981.       | 988         |             |
| 1991.       | 905         | 872         |
| 2002.       | 872         | 1.073       |
| 2022.       | 687         |             |

| Година пописа     | 1948. | 1953. | 1961. | 1971. | 1981. | 1991. | 2002. |
| ----------------- | ----- | ----- | ----- | ----- | ----- | ----- | ----- |
| Број домаћинстава | 125   | 129   | 136   | 151   | 167   | 183   | 201   |

| Број чланова      | 1  | 2  | 3  | 4  | 5  | 6  | 7  | 8 | 9 | 10 и више | Просек |
| ----------------- | -- | -- | -- | -- | -- | -- | -- | - | - | --------- | ------ |
| Број домаћинстава | 11 | 38 | 23 | 34 | 40 | 31 | 12 | 7 | 2 | 3         | 4,34   |

| Пол    | Укупно | Неожењен/Неудата | Ожењен/Удата | Удовац/Удовица | Разведен/Разведена | Непознато |
| ------ | ------ | ---------------- | ------------ | -------------- | ------------------ | --------- |
| Мушки  | 277    | 65               | 197          | 14             | 1                  | 0         |
| Женски | 304    | 54               | 209          | 41             | 0                  | 0         |
| УКУПНО | 581    | 119              | 406          | 55             | 1                  | 0         |

| Пол    | Укупно                    | Пољопривреда, лов и шумарство | Рибарство                            | Вађење руде и камена | Прерађивачка индустрија       |
| ------ | ------------------------- | ----------------------------- | ------------------------------------ | -------------------- | ----------------------------- |
| Мушки  | 182                       | 103                           | 0                                    | 0                    | 13                            |
| Женски | 102                       | 72                            | 0                                    | 0                    | 12                            |
| УКУПНО | 284                       | 175                           | 0                                    | 0                    | 25                            |
| Пол    | Производња и снабдевање   | Грађевинарство                | Трговина                             | Хотели и ресторани   | Саобраћај, складиштење и везе |
| Мушки  | 0                         | 4                             | 3                                    | 1                    | 8                             |
| Женски | 0                         | 0                             | 0                                    | 0                    | 0                             |
| УКУПНО | 0                         | 4                             | 3                                    | 1                    | 8                             |
| Пол    | Финансијско посредовање   | Некретнине                    | Државна управа и одбрана             | Образовање           | Здравствени и социјални рад   |
| Мушки  | 1                         | 1                             | 7                                    | 9                    | 5                             |
| Женски | 0                         | 0                             | 2                                    | 3                    | 1                             |
| УКУПНО | 1                         | 1                             | 9                                    | 12                   | 6                             |
| Пол    | Остале услужне активности | Приватна домаћинства          | Екстериторијалне организације и тела | Непознато            | Непознато                     |
| Мушки  | 0                         | 0                             | 0                                    | 27                   | 27                            |
| Женски | 0                         | 0                             | 0                                    | 12                   | 12                            |
| УКУПНО | 0                         | 0                             | 0                                    | 39                   | 39                            |

| Етнички састав према попису из 2002.‍ | Етнички састав према попису из 2002.‍ | Етнички састав према попису из 2002.‍ | Етнички састав према попису из 2002.‍ | Етнички састав према попису из 2002.‍ |
| ------------------------------------ | ------------------------------------ | ------------------------------------ | ------------------------------------ | ------------------------------------ |
|                                      |                                      |                                      |                                      |                                      |
| Албанци                              | Албанци                              |                                      | 682                                  | 78,21%                               |
| Срби                                 | Срби                                 |                                      | 186                                  | 21,33%                               |
| непознато                            | непознато                            |                                      | 2                                    | 0,22%                                |

| Етнички састав према попису из 2022.‍ | Етнички састав према попису из 2022.‍ | Етнички састав према попису из 2022.‍ | Етнички састав према попису из 2022.‍ | Етнички састав према попису из 2022.‍ |
| ------------------------------------ | ------------------------------------ | ------------------------------------ | ------------------------------------ | ------------------------------------ |
|                                      |                                      |                                      |                                      |                                      |
| Албанци                              | Албанци                              |                                      | 635                                  | 92,4%                                |
| Срби                                 | Срби                                 |                                      | 48                                   | 7%                                   |